# Verrucaria caerulea
Verrucaria caerulea är en lavart som beskrevs av DC. in Lamarck och Candolle. Verrucaria caerulea ingår i släktet Verrucaria, och familjen Verrucariaceae. Enligt den finländska rödlistan är arten starkt hotad i Finland. Arten är reproducerande i Sverige. Artens livsmiljö är kalkstensklippor och kalkbrott, inklusive bar kalkjord.